# Damian Hardung
Damian Hardung (ur. 7 września 1998 w Kolonii) – niemiecki aktor filmowy i telewizyjny.

## Życiorys
Damian Hardung pochodzi z Kolonii i ma dwóch braci. W wieku czternastu lat otrzymał stypendium dla uzdolnionych uczniów w prywatnej szkole w Nowym Jorku. Grał w piłkę nożną w Fortunie Köln do poziomu A-junior, zanim zrezygnował z zaangażowania w klub na rzecz kariery aktorskiej. W 2016 roku ukończył Humboldt Gymnasium w Südstadt w Kolonii. Od 2018 oprócz aktorstwa studiował medycynę. Najbardziej znany jest z serii Vox Club der roten Bänder. W 2018 zagrał główną rolę w filmie fabularnym Najpiękniejsza dziewczyna świata. W trzech sezonach serialu Jak sprzedawać dragi w sieci (szybko) na Netflixie od 2019 wcielał się w rolę Daniela Rifferta. W 2024 wcielił się w główną rolę męską w serialu Prime Video Maxton Hall – The World Between Us.

## Życie prywatne

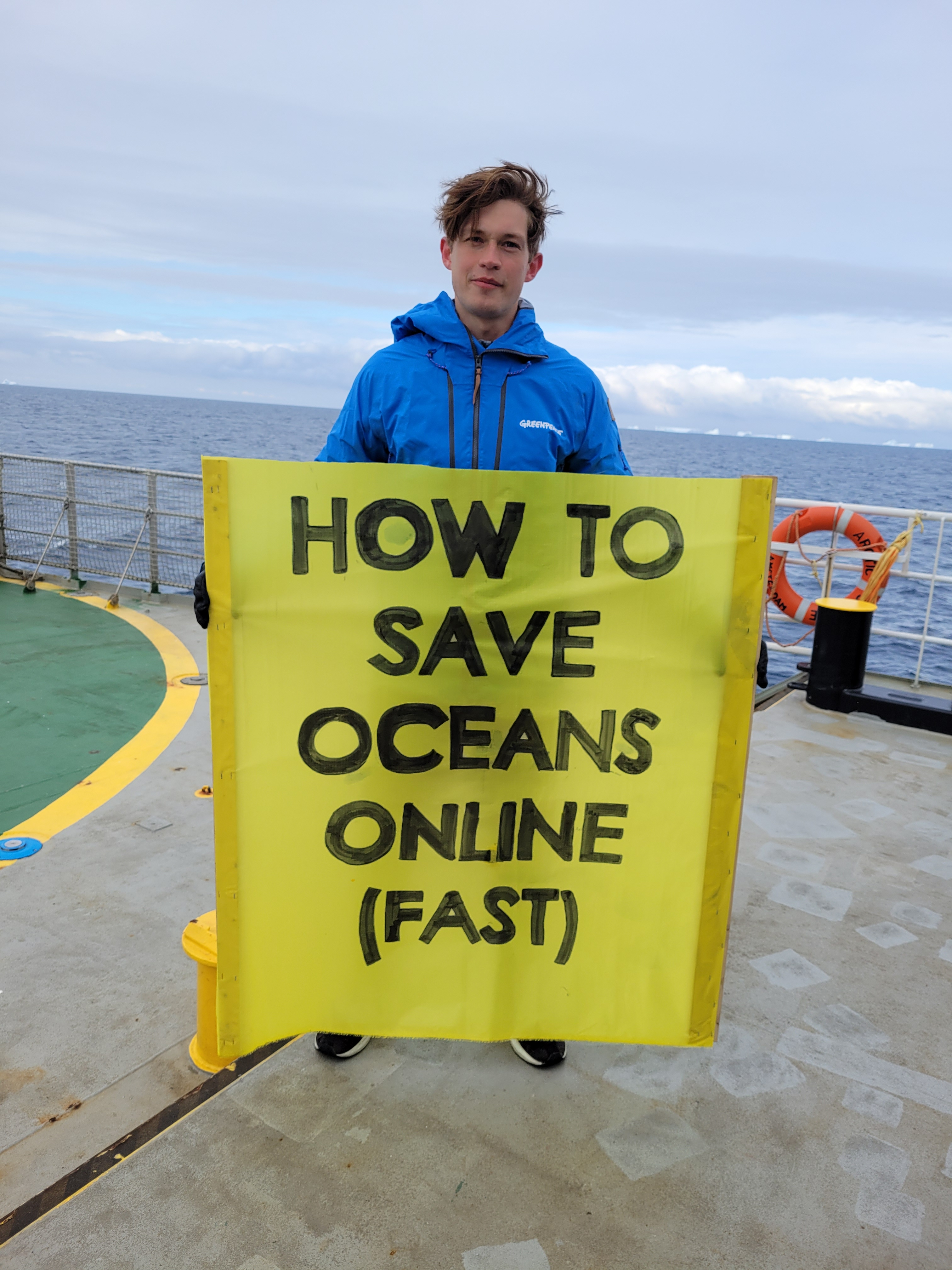
Damian Hardung na Antarktydzie (2022)

Jego brat Leon również studiował medycynę i obaj byli jednymi z tych, którzy szczepili niemieckie społeczeństwo podczas pandemii COVID-19. Prowadził kampanię z Greenpeace przeciwko zmianom klimatycznym, odwiedzając Antarktydę w 2022 roku.

## Filmografia
- 2011: Królowie szos (krótkometrażowy)
- 2012: online – Meine Tochter w Gefahr (TV)
- 2012: Transpapa
- 2012: Wśród kobiet
- 2012: Die Holzbaronin (TV)
- 2013: Klara i tajemnica niedźwiedzi
- 2013: Morderstwo w Eberswalde (TV)
- 2015: Der Hodscha und die Piepenkötter (TV)
- 2015: Frauen (TV)
- 2015: Przyjaciółki – Wszyscy za jednego
- 2018: Najpiękniejsza dziewczyna na świecie
- 2019: Klub Czerwonej Wstążki – jak to się wszystko zaczęło
- 2019: Auerhaus
- 2022: Żeglarz wojenny (Krigsseileren)
- 2023: Stella. Jedno życie.

### Seriale
- 2019: Imię róży
- 2019–2025: Jak sprzedawać dragi w sieci (szybko)
- 2020: Spides
- 2023: Yesterday We Were Still Children
- 2023: Nasze wspaniałe lata (sezon 2)
- 2024: Maxton Hall – Świat między nami
- 2024: Pauline (2 odcinki)
- 2015–2017: Klub Czerwonej Wstążki
- 2016: SOKO Stuttgart – odc. 8x10: „Kaiserbaby”